# Referéndum de independencia de Nueva Caledonia de 2018
El referéndum de independencia en Nueva Caledonia se celebró el domingo 4 de noviembre de 2018. En dicho acto, los votantes tuvieron la opción de elegir entre permanecer con su actual estatus con Francia o convertirse en un país independiente. Antes de la votación, el gobierno y las autoridades francesas declararon que reconocerían y respetarían los resultados del referéndum.

## Antecedentes
El 13 de septiembre de 1987 se llevó a cabo un referéndum de independencia en Nueva Caledonia donde 842 personas (1,7%) votaron por la independencia y 48,611 personas (98,3%) votaron para seguir el estatus actual con Francia. Muchos grupos a favor de la independencia, como el pueblo Kanak y el Frente de Liberación Nacional Canaco y Socialista boicotearon la votación. En aquella votación, la participación fue del 59,10%.

## Resultados
En el referéndum votaron 174.154 personas, el 80,63% del censo. El 56,4% de los neocaledonios votaron en contra de la independencia, por lo que Nueva Caledonia continuaría como dependencia francesa con estatus de colectividad sui géneris. Al haber fallado la moción, los neocaledonios tendrán la oportunidad de votar un nuevo referéndum más adelante, siempre que un tercio de los miembros de la asamblea local acuerden permitir que se celebren estos eventos.